# Matelea patalensis
Matelea patalensis là một loài thực vật có hoa trong họ La bố ma. Loài này được (Donn. Sm.) Woodson mô tả khoa học đầu tiên năm 1941.